# Georgetown (Ohio)
Georgetown település az Amerikai Egyesült Államok Ohio államában, Brown megyében, melynek megyeszékhelye is. Lakosainak száma 4453 fő (2020. április 1.).

## Népesség
A település népességének változása:

| 2010 | 4 331 |
| 2020 | 4 453 |